# Ирод Антипа
Ирод Антипа (Лука, 3:1) е син на Ирод Велики от самарянката Малтакия; техни общи деца са и Ирод Архелай и дъщеря на име Олимпия, но освен той има и множество други братя и сестри, родени на баща му от други жени. Принадлежи към династията на Иродиадите, която произлиза от владетелския род на Идумея и продължава да има силни позиции и в тази страна, докато е на власт в Юдея и в Самария.
Заедно с Ирод Архелай е образован в Рим. Впоследствие споделя възгледи, присъщи на садукеите и поддържа връзки с тях. (Марко 8:15)
След смъртта на Ирод Велики (4 г. пр.н.е.), Антипа е определен от император Октавиан Август за четвъртовластник (тетрарх) в Галилея и Перея, т.е. в северната част на временно възстановеното под негова власт Юдейско царство, както и някои територии на изток от река Йордан (Лука 3:1). Другите управляващи първоначално страната, след смъртта на Ирод Велики са Ирод Архелай (с челна позиция, сред местните управници, с титлата етнарх), тетрархът Ирод Филип II (син на жената на Ирод Велики Клеопатра) и (като представител на Римската империя и управител на градовете Гадара и Хипос) - управителят (легат) на провинция Сирия.
В Евангелието на Марк Ирод Антипа е упоменат като цар (Марк 6:14), но в действителност той само претендира за тази титла. С цел да измоли от император Калигула официалното й признание, и изглежда заставен към това от Иродиада (женена за него, след като се е развела с чичо си Ирод Филип I, известен и като Ирод Боет - син на Ирод Велики и жена му Мариамна, потомка на династията на Хасмонеите), той заминава за Рим. Там се среща с Калигула, но е наклеветен и злепоставен пред него, изкарвайки го съучастник на Сеян, от племенника си Ирод Агрипа I (брат на Иродиада, която също като него е дете на сина на Ирод Велики Аристобул IV и жена му Береника) и не се завръща в родината си, а е пратен в изгнание в галския град Лугдунум Конвенарум (днес Сен Бертран де Коменж, в Окситания, Франция). В резултат на това, владенията му са поставени под върховенството на Ирод Агрипа, който по това време вече е и владетел на предишната област на Ирод Филип II, а впоследствие му са признати царски права и над цяла Юдея (същевременно и със статут на римска провинция, също така под името Юдея още от 6 г. от н.е., управлявана от прокуратор, опиращ се на местно ниво на тетрарсите).
Докато е още тетрарх на Галилея, Ирод Антипа се прочува (според Библията) с две неща:
- Аферата си с Иродиада (за която се жени, след като се развежда с първата си съпруга Фазелис, дъщеря на владетеля на Набатея Аретас IV Филопатор) - в резултат на нея загива, по негово нареждане и по искане на принцеса Саломе (подучена от майка си Иродиада), критикувалия ги по този повод Йоан Кръстител (Матей 14:1 – 12[4]; Марко 6:14 – 29).
- Замесването си в съдебното преследване над Иисус Христос в Йерусалим (Лука 23:6 – 12) - неуспешно се опитва да го отърве от смъртна присъда, изтъквайки пред Понтий Пилат, че не смята за основателно обвинението в опит да си присвои титлата "цар на юдеите", отправено му от Синедриона.